# Trichacis pulchricornis
Trichacis pulchricornis is een vliesvleugelig insect uit de familie van de Platygastridae. De wetenschappelijke naam van de soort is voor het eerst geldig gepubliceerd in 1953 door Szelenyi.